# Io non ho la testa
Io non ho la testa è un film del 1998 diretto da Michele Lanubile e ambientato al tempo di Federico II di Svevia.

## Trama
Due monaci partono dal loro monastero in Puglia e portano un manoscritto ricevuto da Alcesto, dotto di Palermo: compiono un viaggio al fine di donarlo all'Imperatore. Il lungo itinerario li porta a percorrere le campagne pugliesi fino alla méta.

## Produzione
Il film è girato integralmente a Castel del Monte e ad Altamura. In particolare la scena dell'incontro dei monaci con l'imperatore è ambientata nello scenario unico del castello ottagonale. Prodotto da Ermanno Olmi con la partecipazione di Rai Cinema, è stato presentato al Festival del cinema di Locarno.
Damiano Russo, nato a Bari, debutta nel cinema a soli 13 anni proprio con questo film; muore a Roma in ottobre 2011 e il film è programmato  al Bif&st, in memoria dell'attore, al Cinema ABC di Bari il 27 marzo 2012.